# Basavanapalli, Srinivaspur
Basavanapalli là một làng thuộc tehsil Srinivaspur, huyện Kolar, bang Karnataka, Ấn Độ.